# Siutkówek
Siutkówek [pronunciación en polaco: /ɕutˈkuvɛk/] es un pueblo en el distrito administrativo de Gmina Lubanie, dentro de Distrito de Włocławek, Voivodato de Cuyavia y Pomerania, en el norte de Polonia. Se encuentra aproximadamente 18 kilómetros al noroeste de Włocławek y 35 kilómetros al sudeste de Toruń.